# 湯姆·格林-卡尼
湯姆·格林-卡尼（英語：Tom Glynn-Carney，1995年2月7日—），英国男演员。2013年出道后第一个角色是英国电视剧《急诊室》中。
他较为知名的演出包括電影《國王》和获多项大奖提名的《敦克爾克大行動》中担任配角。